# Trimulya
Trimulya is een bestuurslaag in het regentschap Muaro Jambi van de provincie Jambi, Indonesië. Trimulya telt 1622 inwoners (volkstelling 2010).